# Мінзітарово
Мінзіта́рово (рос. Минзитарово, башк. Меңйетәр) — село у складі Іглінського району Башкортостану, Росія. Адміністративний центр Уктеєвської сільської ради.
Населення — 514 осіб (2010; 511 в 2002).
Національний склад:
- башкири — 95 %